# ادلین رودولف
ادلین رودولف ((به انگلیسی: Adeline Rudolph)؛ زادهٔ ۱۰ فوریهٔ ۱۹۹۵) بازیگر اهل هنگ کنگ بریتانیا است. او قبل از اولین حضورش در مجموعه تلویزیونی نتفلیکس تحت عنوان ماجراجویی‌های هراس‌انگیز سابرینا (۲۰۱۸-۲۰۲۰) کار خود را با مدلینگ آغاز کرد. از آن زمان به بعد در سریال تلویزیونی شبکهٔ سی‌دابلیو ریوردیل (۲۰۲۱) و اقتباس نتفلیکس رزیدنت ایول (۲۰۲۲) ظاهر شده است. او همچنین در فیلم پسر جهنمی: کروکد من حضور دارد و قرار است در مورتال کامبت ۲ (۲۰۲۵) نقش شخصیت کیتانا را ایفا کند.

## فیلم‌شناسی
| به آثاری اشاره دارد که در حال حاضر منتشر نشده‌اند | به آثاری اشاره دارد که در حال حاضر منتشر نشده‌اند |

### فیلم
| سال            | عنوان               | نقش          | یادداشت‌ها | منبع  |
| -------------- | ------------------- | ------------ | --------- | ----- |
| ۲۰۲۴           | پسر جهنمی: کروکد من | بابی جو سانگ |           | [ ۱ ] |
| ۲۰۲۵           | مورتال کامبت ۲      | کیتانا       | پساتولید  | [ ۲ ] |
| اعلام خواهد شد | وارد نشوید          | دایان        | پساتولید  | [ ۳ ] |

### تلویزیون
| سال            | عنوان                          | نقش             | یادداشت‌ها                     | منبع  |
| -------------- | ------------------------------ | --------------- | ----------------------------- | ----- |
| ۲۰۱۸–۲۰۲۰      | ماجراجویی‌های هراس‌انگیز سابرینا | آگاتا           | نقش اصلی؛ ۳۶ قسمت             | [ ۴ ] |
| ۲۰۲۱           | ریوردیل                        | مینروا ماربل    | شخصیت دوره‌ای؛ ۵ قسمت          | [ ۵ ] |
| ۲۰۲۲           | رزیدنت ایول                    | بیلی وسکر       | نقش اصلی؛ ۸ قسمت              |       |
| اعلام خواهد شد | تومیئه                         | تومیئه کاواکامی | نقش اصلی؛ پروژه در برزخ توسعه | [ ۶ ] |